# Smekmånad i Las Vegas
Smekmånad i Las Vegas (engelska: Honeymoon in Vegas) är en amerikansk komedifilm från 1992 med manus och regi av Andrew Bergman. 

## Handling
Betsy vill gifta sig med Jack, men Jack lovade sin mamma vid dödsbädden att aldrig gifta sig. Deras relation blir allt sämre och sämre, så till slut bestämmer sig Jack att de ska åka till Las Vegas för att gifta sig. 
I Las Vegas blir Jack inbjuden av hotellet att spela poker och han får en fantastisk straight flush. Det han inte vet är att den framgångsrika pokerspelaren Tommy Korman, som ordnat pokerspelet har en bättre hand än Jack. Än värre, han vill åt Betsy, Jacks blivande brud. Betsy liknar nämligen Tommys framlidna fru exakt. 
Tommys förslag för Jack att återbetala sin pokerskuld rör till hela tillvaron för det giftaslystna paret. Vistelsen i Las Vegas blir ett mycket större äventyr än väntat för Jack och Betsy. I synnerhet när det dyker upp två brudgummar och 34 Elvisar...

## Rollista i urval
- James Caan - Tommy Korman
- Nicolas Cage - Jack Singer
- Sarah Jessica Parker - Betsy Nolan/ Donna Korman
- Peter Boyle - Chief Orman
- Seymour Cassel - Tony Cataracts
- Pat Morita - Mahi Mahi
- Johnny Williams - Johnny Sandwich
- John Capodice - Sally Molars
- Bruno Mars - Little Elvis
- Robert Costanzo - Sidney Tomashefsky
- Anne Bancroft - Bea Singer
- Tony Shalhoub - Buddy Walker
- Burton Gilliam - Roy Bacon
- Clearance Giddens - Black Elvis